# Paule Baillargeon
Pour les articles homonymes, voir Baillargeon.
Paule Baillargeon (née le 19 juillet 1945 à Val-d'Or, au Québec) est une actrice, réalisatrice, scénariste et autrice québécoise.
De 2009 à 2011, elle a été cinéaste en résidence à l'Office national du film du Canada.

## Biographie
Récipiendaire en 2009 du prix Albert-Tessier et nommée la même année cinéaste en résidence à l’Office national du film du Canada pour deux ans, Paule Baillargeon s’illustre depuis plus de 40 ans devant et derrière la caméra. Née en Abitibi-Témiscamingue en 1945, elle étudie à Montréal durant son adolescence et s’inscrit à l’École nationale de théâtre du Canada en 1966. Elle est de la classe contestataire qui quitte l’École en bloc au début de la troisième année, en 1968. Elle est membre fondateur du Grand cirque ordinaire (1969), troupe de création collective, qui démarre en force avec Tu n'es pas tannée, Jeanne d'Arc ? qui sera jouée près de 200 fois. Elle y travaille pendant plusieurs années. Parallèlement, elle commence une carrière d’actrice au grand comme au petit écran. Elle a joué dans une trentaine de films, téléfilms et téléthéâtres dont Vie d’Ange, La Femme de l’hôtel, Les Voisins, I've Heard the Mermaids Singing, et Jésus de Montréal, ainsi que dans diverses séries télévisées.
Reconnue pour sa démarche engagée et sa prédilection pour le thème des relations entre les femmes et les hommes, Paule Baillargeon s’impose parallèlement à la réalisation et à la scénarisation à partir des années 1970. Elle signe durant les décennies qui suivent des fictions et des documentaires, dont Anastasie oh ma chérie (1977), La cuisine rouge (coréalisé avec Frédérique Collin, 1979), Le Sexe des étoiles (1993), Claude Jutra, portrait sur film (2002) et Le petit Jean-Pierre, le grand Perreault (2004). À l’issue de sa résidence à l’ONF, elle livre en 2011 le long métrage Trente tableaux.
Selon Lise Gagnon, Paule Baillargeon est une  « créatrice intense, toujours rebelle et passionnée, son engagement envers l'art reste entier ».
Elle est la mère de Blanche Baillargeon.

## Filmographie

### comme Actrice
- 1970 : Entre tu et vous
- 1971 : Le Grand film ordinaire
- 1972 : Ô ou l'invisible enfant : L'amante
- 1972 : Montréal blues
- 1972 : Et du fils
- 1973 : Réjeanne Padovani : Louise Thibaudeau
- 1975 : Gina : Rita John
- 1975 : Le Temps de l'avant : Monique, Helene's sister
- 1975 : Les Vautours : Sœur Ste-Gabrielle
- 1975 : Confidences de la nuit (L'Amour blessé) (voix)
- 1976 : La Piastre : Mireille, maîtresse de Robert
- 1977 : Le soleil se lève en retard : Ginette
- 1977 : Monsieur Zéro (TV) : Marie
- 1977 : Panique : Françoise Gélinek
- 1979 : Vie d'ange : Star Morgan
- 1983 : Albedo
- 1984 : La Femme de l'hôtel : Andrea Richler
- 1984 : Les grands esprits : Théodora
- 1985 : La Dame en couleurs : Sœur Gertrude
- 1986 : Sonia : Roxanne
- 1987 : Les Voisins (Film Québécois) : Lorette
- 1987 : I've Heard the Mermaids Singing : Gabrielle St. Peres
- 1987 : Avec un grand A (série TV, épisode "Lise, Pierre et Marcel") : Lise Côté
- 1987 - 1990 : L'Héritage (série TV) : Maggie Caillouette
- 1989 : Trois pommes à côté du sommeil : Madeleine
- 1989 : Les Heures précieuses : Geneviève Blais
- 1989 : Jésus de Montréal : Femme dans la bibliothèque
- 1990 : La Conquête de l'Amérique II
- 1991 : Montréal vu par… : La femme du consul (segment "Vue d'ailleurs")
- 1991 : Love-moi : Louise
- 1991 : L'Assassin jouait du trombone : Irène Ingerstein
- 1992 : La Conquête de l'Amérique I
- 1998 : Un 32 août sur terre : Doctor in hospital
- 1999 : Rue l'Espérance (série TV) : Louise Béliveau
- 2006 : Le Secret de ma mère de Ghyslaine Côté : Cécile à 60 ans
- 2009 - 2010 : Destinées (série TV) : Claire Pellerin
- 2010 : Trois temps après la mort d'Anna

### comme Réalisatrice
- 1977 : Anastasie oh! ma chérie
- 1980 : La Cuisine rouge
- 1986 : Sonia
- 1991 : Solo
- 1991 : Le Complexe d'Édith
- 1993 : Le Sexe des étoiles
- 2002 : Claude Jutra, portrait sur film
- 2004 : Le petit Jean-Pierre, le grand Perreault
- 2011 : Trente tableaux

### comme Scénariste
- 1979 : Vie d'ange
- 1980 : La Cuisine rouge
- 1986 : Sonia
- 1990 : Le Petit cheval (TV)
- 1991 : Montréal vu par...
- 2011 : Trente tableaux

### Récompenses
- 1986 : Prix Télébec pour le court métrage Sonia au Festival du cinéma international en Abitibi-Témiscamingue
- 1988 : Prix Gémeau, Meilleure interprétation premier rôle féminin : dramatique
- 2009 : Prix Albert-Tessier
- 2012 : Prix Jutra-Hommage pour l’ensemble de sa carrière dans le domaine de la cinématographie québécoise
- 2023 : Compagne de l'Ordre des arts et des lettres du Québec[5]

### Commentaires sur l'œuvre
- Dominique Hétu, "Reconnaissance de soi et revendication de l’autre : éthique du care et identité trans dans Laurence Anyways et Le sexe des étoiles", in Sylvano Santini et Pierre-Alexandre Fradet (dir.), dossier "Cinéma et philosophie", Nouvelles Vues, hiver-printemps 2016 : http://www.nouvellesvues.ulaval.ca/no-17-hiver-2016-cinema-et-philosophie-par-s-santini-et-p-a-fradet/articles/reconnaissance-de-soi-et-revendication-de-lautre-ethique-du-care-et-identite-trans-dans-laurence-anyways-et-le-sexe-des-etoiles-par-dominique-hetu/